# 이위공문대
이위공문대(李衞公問對)는 중국 당나라(唐)의 이정(李靖)이 저작한 병법서이며, 당리문대(唐李問對)라고도 한다. 전3편으로 구성되어 있다.

## 내용
무경칠서(武經七書) 중의 하나이다. 문대(問對)는 묻고 대답 하는 의미이다.
당 태종 이세민(唐太宗 李世民)과 이정(李靖,(이위공,李衞公))이 역대 병법과 병법가, 혹은 장군이나 재상등의 인물을 화제를 서로 이야기하는 형태로 전개가 된다. 그러나, 실제로 이런 대화를 했는지는 불명하다. 구체적 토론의 내용은 강태공의 육도(六韜), 손자병법, 오자병법, 황제(黄帝), 사마양저, 장량, 한신, 조조, 제갈량, 마륭(馬隆), 당 태종 이세민, 이정등의 병법과 보병·기병·전차의 사용법이나, 8진·육화·오행의 진법 등이 있고, 이 병법서에서는 이정의 육화의 진은 제갈량의 팔진법을 참고로 하여 만들어졌다고 한다.

## 책의 구성
1. 권지상(卷之上)
2. 권지중(卷之中)
3. 권지하(卷之下)

## 같이 보기
- 당 태종
- 이정 (571년)
- 당나라
- 송나라
- 북송 신종